# Francis Coquelin
Francis Coquelin (Laval, 13 de maig de 1991) és un futbolista professional francès que juga com migcampista defensiu. Anteriorment havia jugat pel València CF, i diferents equips anglesos i francesos.

## Palmarès
Arsenal FC
- 2 Copes angleses: 2014-15, 2016-17.
- 1 Community Shield: 2015.

València CF
- 1 Copa del Rei: 2018-19.

Vila-real CF
- 1 Lliga Europa de la UEFA: 2020-21.

Selecció francesa
- 1 Campionat d'Europa sub-19: 2010.